# Виборний Анатолій Борисович
Анатолій Борисович Виборний (нар.. 8 червня 1965, Шепетівка, Хмельницька область, Українська РСР, СРСР) — депутат Державної Думи VI, VII і VIII скликань від «Єдиної Росії», заступник Голови Комітету Державної Думи з безпеки та протидії корупції, голова Постійної комісії Парламентської Асамблеї. питанням оборони та безпеки. Курирує в Державній думі РФ розроблення проєктів федеральних законів про правове регулювання: протидія корупції; прокуратури Російської Федерації; Федеральної служби безпеки Російської Федерації (включаючи питання боротьби з тероризмом та забезпечення безпеки держкордону); Федеральної служби судових приставів та виконавчого провадження.
Автор просвітницького проєкту «Закон на Вашому боці» та молодіжного дискусійного клубу «Парламентська п'ятниця» для школярів та студентів.
Його брат Володимир — проживає в Україні, а двоюрідний брат — Микола Кондрацький, підполковник Збройних сил України записав відеозвернення із закликом не ганьбити сім'ю.

## Біографія
У 1988 році закінчив Львівське вище військово-політичне училище, у 1994 р. — Московську державну юридичну академію .
У 1991—2003 роках — слідчий військової прокуратури гарнізону, слідчий з особливо важливих справ, заступник начальника відділу — старший військовий прокурор 6-го управління Головної військової прокуратури.
У 2003—2010 роках — головний радник департаменту взаємодії з правоохоронними органами апарату повноважного представника президента в Центральному федеральному окрузі. У 2010 році — заступник начальника департаменту з питань профілактики та протидії корупції Управління Президента Російської Федерації з питань державної служби та кадрів.
З 2011 року — Голова підкомітету з антикризового управління Комітету Торгово-промислової палати РФ з безпеки підприємницької діяльності, а з грудня 2012 року — голова цього Комітету. З 4 грудня 2011 року по 4 жовтня 2015 року — депутат Держдуми VI скликання, заступник Голови Комітету Державної Думи з безпеки та протидії корупції.
У 2016 році брав участь у праймеріз Єдиної Росії перед виборами до Держдуми і посів перше місце по 210-му одномандатному Чертанівському виборчому округу в Москві. На порталі " Демократор " було розміщено петицію проти висування Анатолія Виборного, яку підтримали понад тисячу користувачів. Проте Виборний став депутатом Держдуми VII скликання та заступником Голови Комітету Державної Думи з безпеки та протидії корупції.
19 вересня 2021 р. обраний депутатом Державної Думи Федеральних Зборів Російської Федерації VIII скликання у складі федерального списку кандидатів, висунутого Всеросійською політичною партією «ЄДИНА РОСІЯ». duma.gov.ru [Архівовано 8 березня 2022 у Wayback Machine.]
Громадська та політична діяльність:
Голова Постійної комісії Парламентської Асамблеї Організації Договору про колективну безпеку з питань оборони та безпеки.
Голова Комітету Торгово-промислової палати Російської Федерації з безпеки підприємницької діяльності. [Архівовано 28 серпня 2020 у Wayback Machine.]
Керівник робочої групи з аналізу та вдосконалення законодавства у сфері контролю за обігом зброї та приватної охоронної діяльності (на базі комітету Державної Думи з безпеки та протидії корупції)
Керівник Експертної комісії у сфері протидії корупції Експертної ради Комітету Державної Думи з безпеки та протидії корупції
Член Комісії Державної Думи з розгляду видатків федерального бюджету, вкладених у забезпечення національної оборони, національної безпеки та правоохоронної діяльності.
Член Комісії Державної Думи з питань контролю за достовірністю відомостей про доходи, про майно та зобов'язання майнового характеру, що представляються депутатами Державної Думи, мандатним питанням та питанням депутатської етики.
Член робочої групи Держдуми для опрацювання пропозицій щодо захисту прав учасників пайового будівництва
Член Комісії Генеральної прокуратури Російської Федерації [Архівовано 5 листопада 2021 у Wayback Machine.] за попереднім розглядом кандидатур на посаду прокурорів суб'єктів Російської Федерації, прирівняних до них прокурорів та продовження їх повноважень.
Член робочої групи президії Ради при Президентові Російської Федерації щодо протидії корупції щодо взаємодії зі структурами громадянського суспільства.
Член міжвідомчої робочої групи з питань реалізації заходів, пов'язаних із взаємодією з ГРЕКО
Член Державної прикордонної комісії.
Виборний є державним радником Російської Федерації 2 класу, полковником юстиції запасу.

## Законотворча діяльність

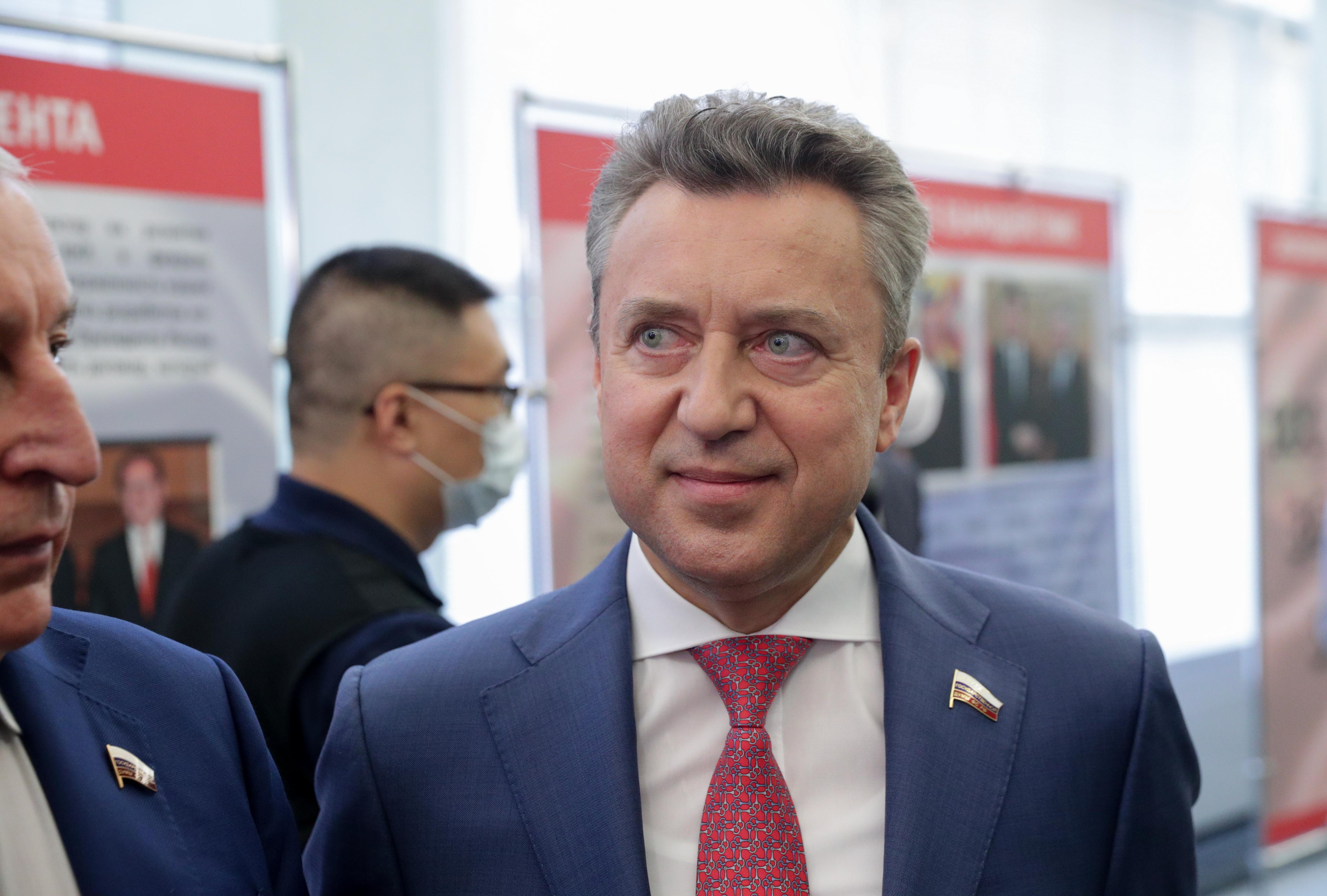
2021 рік

З 2011 по 2020 рік, протягом виконання повноважень депутата Державної Думи VI та VII скликань, виступив автором або співавтором 291 законодавчої ініціативи та поправки до проектів федеральних законів .

## Власність та доходи
За офіційними даними за 2013 Виборний отримав дохід у розмірі 2 852 709 руб., Його дружина — 40 103 809 руб.

## Нагороди
- Медаль ордену «За заслуги перед Батьківщиною» ІІ ступеня
- Медалі «За відмінність у військовій службі» 2-го та 3-го ступеня
- Подяка від Верховного Головнокомандувача Збройних Сил Російської Федерації — Президента Російської Федерації за зразкове виконання військового обов'язку та самовіддане служіння Вітчизні
- Подяка Президента Російської Федерації за заслуги у зміцненні законності, активну законотворчу діяльність та багаторічну сумлінну роботу
- Відзнака Головної військової прокуратури «За службу у військовій прокуратурі»
- Звання «Ветеран військової служби»
- Почесна грамота Генеральної прокуратури Російської Федерації за істотну допомогу у зміцненні та розвитку системи прокуратури, забезпеченні взаємодії з Генеральною прокуратурою Російської Федерації
- Почесний знак Торгово-промислової палати Російської Федерації
- Медаль «У пам'ять про 850-річчя Москви»
- Медаль «70 років Великої Перемоги»
- Медаль «70 років визволення Республіки Білорусь від німецько-фашистських загарбників» (медаль Республіки Білорусь)
- Медаль «За заслуги» (медаль ФССП Росії)
- Медаль «80 років прокуратурі міста Москви» (медаль прокуратури міста Москви)
- Медаль «За співдружність заради порятунку» (медаль МНС Росії)
- Медаль «20 років Договору про колективну безпеку» (медаль Організації Договору про колективну безпеку)
- Медаль «290 років прокуратурі Росії» (медаль Генеральної прокуратури Російської Федерації)
- Медаль «За взаємодію» (медаль Генеральної прокуратури Російської Федерації)
- Медаль «За бойову співдружність» (медаль МВС Росії)
- Медаль «70 років Перемоги у Визвольній війні 1945 року» (медаль Міністерства оборони Монголії)
- Медаль «Медаль Руденко» (медаль Генеральної прокуратури Російської Федерації)
- Почесна грамота Державної Думи Федеральних Зборів Російської Федерації
- Подяка Уряду Російської Федерації за заслуги у законотворчій діяльності, спрямованих на вирішення стратегічних завдань соціально-економічного розвитку країни
- Срібна медаль «За сприяння» (медаль Міністерства юстиції України)
- Відзнака Торгово-промислової палати Російської Федерації II ступеня
- Медаль «За зміцнення парламентської співпраці в ОДКБ» (медаль Парламентської асамблеї ОДКБ)  [Архівовано 22 грудня 2021 у Wayback Machine.]
- Медаль «За внесок у зміцнення правопорядку» (медаль МВС Росії)

## Родина
Одружений з Виборною Світланою Степанівною, має двоє дітей. 
Брат — Виборний Володимир Борисович, проживає в Україні.
Двоюрідний брат — Микола Кондрацький, підполковник Збройних сил України записав до Анатолія Виборного відеозвернення та закликав його не ганьбити сім'ю та згадати, що на місто Шепетівка, де вони народились та виросли, сьогодні летять бомби і ракети:
|  | «Що тобі дали москалі, окрім мільйонів? Твої та мої батьки, напевно, зараз у трунах перевертаються. Завдяки тобі прізвище Виборний прокляте... На якому етапі ти продав душу дияволу? Коли ти забув, що твоя Батьківщина у небезпеці? Роби все, як депутат Держдуми, щоб зупинити цю війну. Не бійся. Якщо і померти, то померти з честю за свою Батьківщину», – наголосив Микола Кондрацький. |

## Санкції
Анатолій Виборний голосував за постанову № 58243-8 «Про звернення Державної Думи Федеральних Зборів Російської Федерації до Президента Російської Федерації В.В. Путіна про необхідність визнання Донецької Народної Республіки та Луганської Народної Республіки» і тому підтримував та впроваджував дії та політику, які підривають територіальну цілісність, суверенітет та незалежність України та ще більше дестабілізують Україну.